# Dorothy Peterson
Dorothy Peterson est une actrice américaine, née le 25 décembre 1897 à Hector (Minnesota); morte à New York le 3 octobre 1979.

## Filmographie partielle
- 1930 : Mothers Cry de Hobart Henley
- 1931 : Up for Murder de Monta Bell
- 1931 : Skyline de Sam Taylor
- 1931 : La Folie des hommes de John Cromwell
- 1932 : Amour défendu (Forbidden) de Frank Capra : Helen Grover
- 1932 : La Bête de la cité (The Beast of the City) de Charles Brabin : Mary Fitzpatrick
- 1932 : Amitié (When a Fellow Needs a Friend), de Harry A. Pollard : M. Tom Randall
- 1932 : Cabaret de nuit (Night World) de Hobart Henley
- 1932 : Payment Deferred de Lothar Mendes
- 1932 : Les Affaires et le Plaisir (Business and Pleasure) de David Butler : Jane Olsen Tinker
- 1932 : Fille de feu (Call Her Savage) de John Francis Dillon
- 1932 : Attorney for the Defense d'Irving Cummings : Mme Wallace
- 1932 : La vie commence (Life Begins) de James Flood et Elliott Nugent : Une patiente
- 1932 : Mon grand (So Big!) de William A. Wellman : Maartje Pool
- 1932 : Ombres vers le sud (The Cabin in the Cotton) de Michael Curtiz : Lilly Blake
- 1933 : Je ne suis pas un ange (I'm No Angel) de Wesley Ruggles : Thelma
- 1934 : Mon gosse (Peck's Bad Boy) d'Edward F. Cline : tante Lily Clay
- 1934 : L'Île au trésor (Treasure Island) de Victor Fleming : Mme Hawkins
- 1935 : L'Enfant de la forêt (Freckles) d'Edward Killy et William Hamilton : Mrs. Duncan
- 1935 : Poursuite (Pursuit) d'Edwin L. Marin : Mme McCoy
- 1936 : Le Médecin de campagne (The Country Doctor) de Henry King : Katherine Kennedy
- 1937 : Sous le voile de la nuit (Under Cover of Night) de George B. Seitz
- 1937 : Sa dernière carte (Her Husband Lies) d'Edward Ludwig
- 1939 : Victoire sur la nuit (Dark Victory) d'Edmund Goulding : Miss Wainwright
- 1940 : Trop de maris (Too Many Husbands) de Wesley Ruggles : Gertrude Houlihan
- 1940 : Women in War de John H. Auer : Sœur Frances
- 1940 : Lillian Russell de Irving Cummings : Cynthia Leonard
- 1941 : Cheers for Miss Bishop de Tay Garnett : Mme Bishop
- 1942 : Cinquième Colonne (Saboteur), d'Alfred Hitchcock  : Mlle Mason
- 1943 : This Is the Army de Michael Curtiz : Mme Nelson
- 1943 : La Nuit sans lune (The Moon Is Down) d'Irving Pichel
- 1944 : Faces in the Fog de John English
- 1944 : Femme aimée est toujours jolie (Mr. Skeffington) de Vincent Sherman : Manby
- 1944 : Et voilà la vie (This Is the Life) de Felix E. Feist
- 1944 : La Femme au portrait (The Woman in the Window) de Fritz Lang : Mme Wanley
- 1946 : Sister Kenny de Dudley Nichols : Agnes
- 1947 : Scandale en Floride (That Hagen Girl) de Peter Godfrey